# Maurizio Rossi (artista)
Maurizio Rossi (Roma, 1942) è un artista e lighting designer italiano.

## Biografia
Completati gli studi architettonici e di tecniche costruttive presso l'ITIS Bernini, inizia la sua carriera esplorando ambiti professionali diversi come quelli architettonici, di arredamento d'interni e di calcoli strutturali.
Trasferitosi negli Stati Uniti d'America, la sua acquisita esperienza professionale gli dà la possibilità di progettare mobili per uffici e scuole per la Herbert L. Farkas Company nel New Jersey e allo stesso tempo iniziare una carriera artistica sperimentando con sculture luminose in materiali come il Plexiglas.
Nel 1969 a New York Maurizio Rossi incontra Seymour Evans, all'epoca uno dei primi lighting designer  che, dopo aver esaminato le sue qualifiche professionali, gli offre una posizione di rilievo nel suo studio di lighting design. Parallelamente agli impegni professionali, Rossi inizia regolari studi accademici al fine di indirizzare le sue capacità progettuali specificamente verso la progettazione dell'illuminazione architettonica. Nel 1970 Howard M. Brandston, uno dei più importanti progettisti di illuminazione architettonica negli U.S.A., avendo appreso della creatività e delle capacità progettuali di Rossi gli chiede di unirsi al suo studio di progettazione a New York. Durante questa collaborazione professionale Rossi dirige, tra gli altri, anche il progetto d'illuminazione architettonica dell'Hilton di San Paolo del Brasile e ha l'opportunità di conoscere e lavorare a stretto contatto con l'artista e architetto paesaggista brasiliano Roberto Burle Marx. Nel 1972 Brandston Rossi decidono di aprire una società a Milano, chiamata Brandston Rossi Lighting Design. Nel 1975 Rossi viene formalmente accettato come membro professionale dallo IALD (International Association Of Lighting Designers), primo italiano a far parte dell'associazione. Durante gli anni passati negli U.S.A. Maurizio Rossi insegna anche lighting design alla Fairfield University nel Connecticut.

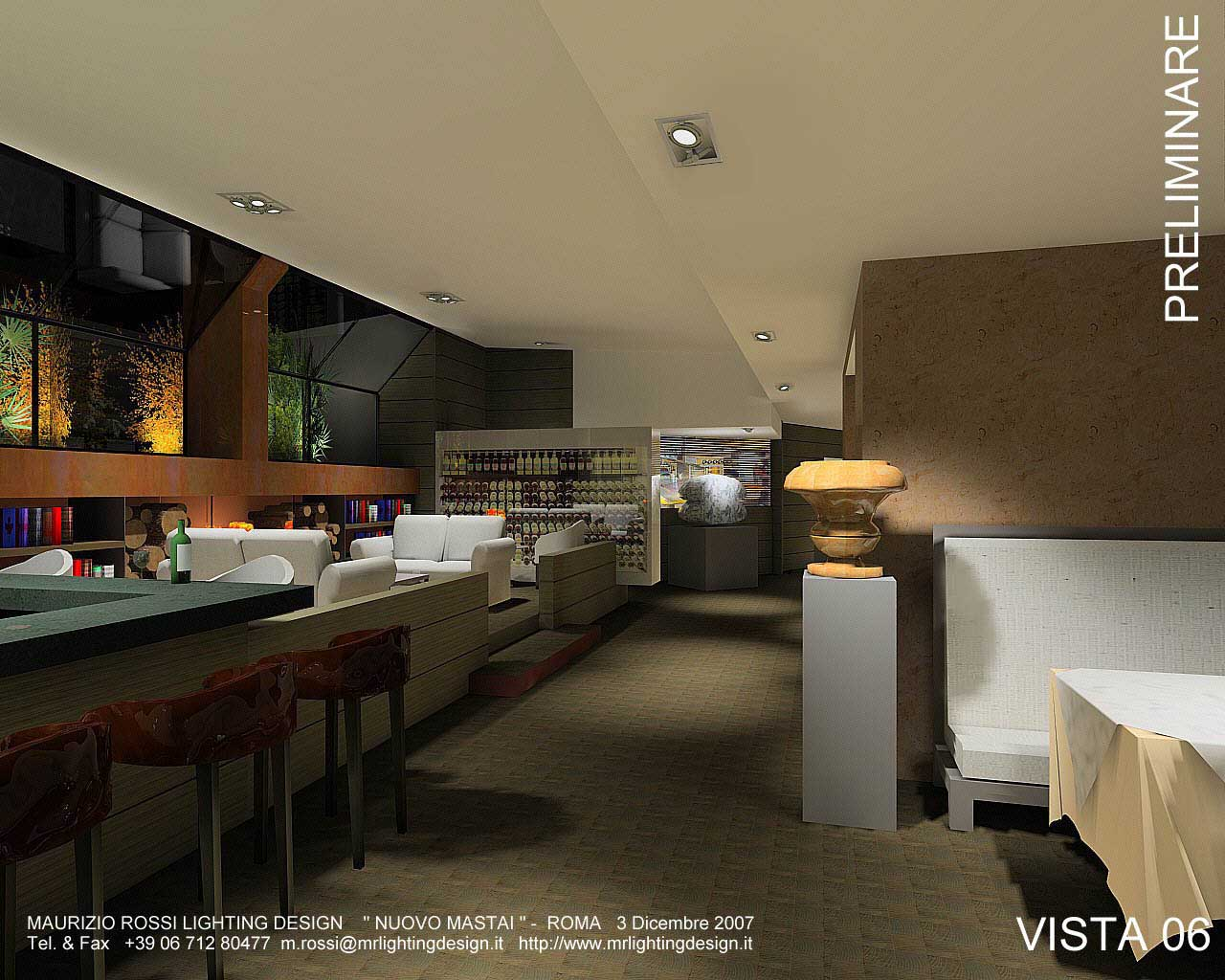

Dopo essersi trasferitosi definitivamente in Italia, nel 1981 Maurizio Rossi apre uno studio progettuale di illuminazione architettonica a Roma che ha sviluppato finora quasi 250 progetti in Italia e all'estero.

## Lavori selezionati
- Lex Hyatt Burlington Gardens, Londra, Inghilterra
- LD Café am Kröpcke Restaurants, Hannover, Germania
- Baden Baden Kurhaus Mövenpick, Baden Baden, Germania
- Città della Scienza, Bagnoli, Napoli, Italia
- "Convoglia" Cappa Mazzoniana, Stazione Termini, Roma, Italia
- Hyatt Caspian Sea Hotel, Mar Caspio, Iran
- Beirut Hilton Hotel, Beirut, Libano
- Sâo Paolo Hilton Hotel, Sâo Paolo, Brasile
- Grand Hotel Flora Marriott, Roma, Italia
- Lady Moura Luxury Yacht, Amburgo, Germania
- 120 m. Cruise ship, Viareggio, Italia
- Golden Odissey cruise ship, Elsinore, Danimarca
- Residenza di Sua Maestà Turk Bin Faisal Al Saud, Roma, Italia
- Residenza di Sua Maestà Bendar Bin Faisal Al Saud, Roma, Italia
- Villa del Primo Ministro Iraniano, Isola di Kish, Iran

## Pubblicazioni e interviste
- Intervista a La Repubblica edizione di Milano[3]
- Lighting Academy - Convoglia[4]
- Mondo Arc numero 50[5]
- Riviste Digitali - Luce & Design[6]